# Ameipsias
Ameipsias (altgriechisch Ἀμειψίας) war ein antiker griechischer Dichter der Alten Komödie. Er war in der zweiten Hälfte des 5. Jahrhunderts v. Chr. tätig. Von seinen Stücken sind 39 Fragmente überliefert. Über sein Leben und Werk sind wir vor allem durch Anspielungen seines Zeitgenossen Aristophanes unterrichtet, der ihn sehr ungünstig beurteilt.
An den Dionysien 423 v. Chr. erhielt Ameipsias mit seinem Stück Konnos (Κόννος) hinter der Flasche des Kratinos den zweiten Preis; Aristophanes’ Wolken erhielten den dritten Platz. Das Stück behandelte wie die Wolken die zeitgenössischen Sophisten. Die Titelfigur, Konnos, war ein Musiktheoretiker und wird als Lehrer des Sokrates eingeführt, der von dem aus „Denkern“ (φροντισταί) bestehenden Chor teils mit Spott, teils mit Wohlwollen aufgenommen wurde.
Sein Stück Die Komasten (Κωμασταί, Teilnehmer eines Komos genannten Festumzuges) siegte an den Dionysien des Jahres 414 v. Chr. über die Vögel des Aristophanes und den Monotropos des Phrynichos. Von fünf weiteren Stücken sind nur die Titel bekannt (Ἀποκοτταβίζοντες, „Die Kottabosspieler“; Κατεσθίων, „Der Hinunterschlingende“; Μοιχοί, „Die Ehebrecher“; Σαπφώ, „Sappho“; Σφενδόνη, „Die Schleuder“). Einige dieser Titel kommen auch bei Stücken der Mittleren Komödie vor.

## Fragmentsammlungen
- John Maxwell Edmonds (Hrsg.): The Fragments of Attic Comedy. Band 1, Brill, Leiden 1957, S. 477–486 (kritische Ausgabe mit englischer Übersetzung).
- Christian Orth (Hrsg.): Alkaios – Apollophanes: Alkaios, Ameipsias, Apollophanes. Einleitung, Übersetzung, Kommentar (= Fragmenta Comica. Band 9,1). Verlag Antike, Mainz 2013, ISBN 978-3-938032-63-3.